# Centro de Saúde do Alecrim
O Centro de Saúde do Alecrim é um hospital situado no bairro do Alecrim, em Natal. Foi erguido pelo Interventor Mário Câmara e inaugurado em 24 de outubro de 1935.
Em 14 de abril de 1953, o governo estadual mudou o nome do prédio para Hospital Evandro Chagas e, no dia 19 de abril do mesmo ano, o prédio foi reinaugurado. Anos depois, o novo hospital seria transferido para o bairro das Quintas, onde se instalaria no mesmo espaço anteriormente ocupado pelo Hospital São João de Deus.